# Слабченко Тарас Михайлович
Тара́с Миха́йлович Сла́бченко (1904, Одеса — 1937, тюрма НКВД СССР) — історик, біограф, театрознавець. Співробітник ВУАН. Син академіка АН УРСР Михайла Слабченка.
Жертва сталінського терору.

## Біографія
Народився 1904 року в Одесі, викладач робітфаку Одеського медичного інституту та Одеського робітничого університету, секретар Одеського наукового товариства при ВУАН, у 1920-х роках член соціально-історичної секції Одеського наукового товариства й співробітник ВУАН.
20 грудня 1929 заарештований і засуджений на три роки позбавлення волі на процесі СВУ — разом із батьком, академіком Михайлом Слабченком. 27 жовтня 1937 військова колегія Верховного суду СССР засудила його до страти. 1937 — розстріляний у тюрмі НКВС СССР. 23 березня 1959 вирок скасовано радянським судом, справу закрито за відсутністю складу злочину.
Був одружений, син Юрій народився незадовго до арешту батька.

## Твори
Автор низки праць, зокрема:
- «З листування М. Л. Кропивницького» (1927),
- «Автобіографія М. Л. Кропивницького» («За сто літ», ч. 1, 1927),
- «До життєпису В. Антоновича» (ЗІФВ ВУАН, XV, 1927);
- «До історії аграрних криз в Україні в 19 ст.» («Записки соціально-історичної секції Одеського наукового товариства», ч. 2. 1928),
- «Сільськогосподарські робітники в Степовій Україні в 60-их та 70-их pp. 19 ст.» (там же, ч. 4, 1929),
- «Театр Старицького в Одесі 1883—1985» («Записки Одеського наукового товариства», ч. 1, 1928).